# لیو وایلد
لیو وایلد (انگلیسی: Lew Wyld؛ ۱۵ ژوئیه ۱۹۰۵ – ۱۶ فوریهٔ ۱۹۷۴) دوچرخه‌سوار اهل بریتانیا بود.
وی در مسابقات کشوری و بین‌المللی در مجموع برندهٔ ۱ مدال برنز شده‌است.